# Hezly Rivera
Hezly Rivera (Hackensack, 4 de junho de 2008) é uma ginasta estadunidense.

## Início da vida
Rivera nasceu em Hackensack, Nova Jersey, em 2008, filha de Heidy Ruiz e Henry Rivera, um engenheiro originário da República Dominicana. Ela foi criada na vizinha Oradell e tem dois irmãos, a irmã mais velha Carhelis e o irmão mais novo Hanly. Ela começou a fazer ginástica em 2013 após comparecer à festa de aniversário de uma amiga que foi realizada em uma academia. Rivera começou sua carreira na ginástica na ENA em Paramus com Craig Zappa e então treinou brevemente com Maggie Haney até 2020, quando sua família se mudou para o Texas para treinar com Valeri Liukin. Em 2024, ela estava frequentando uma escola secundária online.

## Carreira

### Júnior
Rivera competiu na Winter Cup de 2022, onde ficou em terceiro lugar no geral. Como resultado, ela foi selecionada para competir no DTB Pokal Team Challenge. Enquanto estava lá, ela ajudou os EUA a ganhar o ouro. Em julho, Rivera competiu no US Classic, onde terminou em segundo no geral, atrás de Jayla Hang. Além disso, ela ganhou ouro na trave de equilíbrio, prata no solo e terminou em quarto no salto. No mês seguinte, Rivera competiu no Campeonato Nacional, onde terminou em sexto no geral e ganhou bronze no solo.
Rivera competiu na Winter Cup de 2023, onde venceu a competição geral. Além disso, ela ficou em primeiro lugar na trave de equilíbrio e no solo. Como resultado, ao vencer a competição, Rivera foi nomeada para a equipe para competir no Campeonato Mundial Júnior de 2023. No primeiro dia do Campeonato Mundial Júnior, Rivera ajudou os EUA a terminar em segundo, atrás do Japão. No entanto, durante a rotação do salto, a mão de Rivera escorregou na mesa de salto, resultando em uma pontuação zerada no aparelho e, portanto, não se classificando para a final geral. Ela se classificou para as finais de barras assimétricas e exercícios de solo. Durante as finais do evento, Rivera ficou em oitavo lugar nas barras assimétricas, mas ganhou prata no exercício de solo atrás da italiana Giulia Perotti.

### Sênior
Aos 15 anos, Rivera se tornou elegível para a competição de nível sênior em 2024. Ela fez sua estreia na Copa de Inverno de 2024, onde ficou em terceiro lugar no geral e empatou em primeiro na trave de equilíbrio. Ela fez sua estreia internacional no Troféu Cidade de Jesolo, onde ajudou os EUA a ganhar o bronze atrás da Itália e do Brasil. No Campeonato Nacional, Rivera ficou em sexto lugar no geral. Como resultado, ela se classificou para as seletivas olímpicas.
Nas seletivas olímpicas, Rivera ficou em quinto lugar no geral, empatou em primeiro na trave de equilíbrio, em quarto nas barras assimétricas e em oitavo no solo. Como resultado, ela foi selecionada para representar os Estados Unidos nas Olimpíadas de Verão de 2024 ao lado de Simone Biles, Jade Carey, Jordan Chiles e Sunisa Lee.
Durante a fase de qualificação nas Olimpíadas, Rivera competiu nas barras assimétricas e na trave de equilíbrio. Durante a final da equipe, Hezly não competiu, mas ainda assim ganhou uma medalha de ouro, já que a equipe ficou em primeiro lugar. Após as Olimpíadas, Rivera participou do Gold Over America Tour. Em setembro, Rivera se comprometeu verbalmente a competir pelos LSU Tigers.